# Église Saint-Denis de Villiers-Saint-Denis
L'église Saint-Denis est une église située à Villiers-Saint-Denis, en France.

## Description

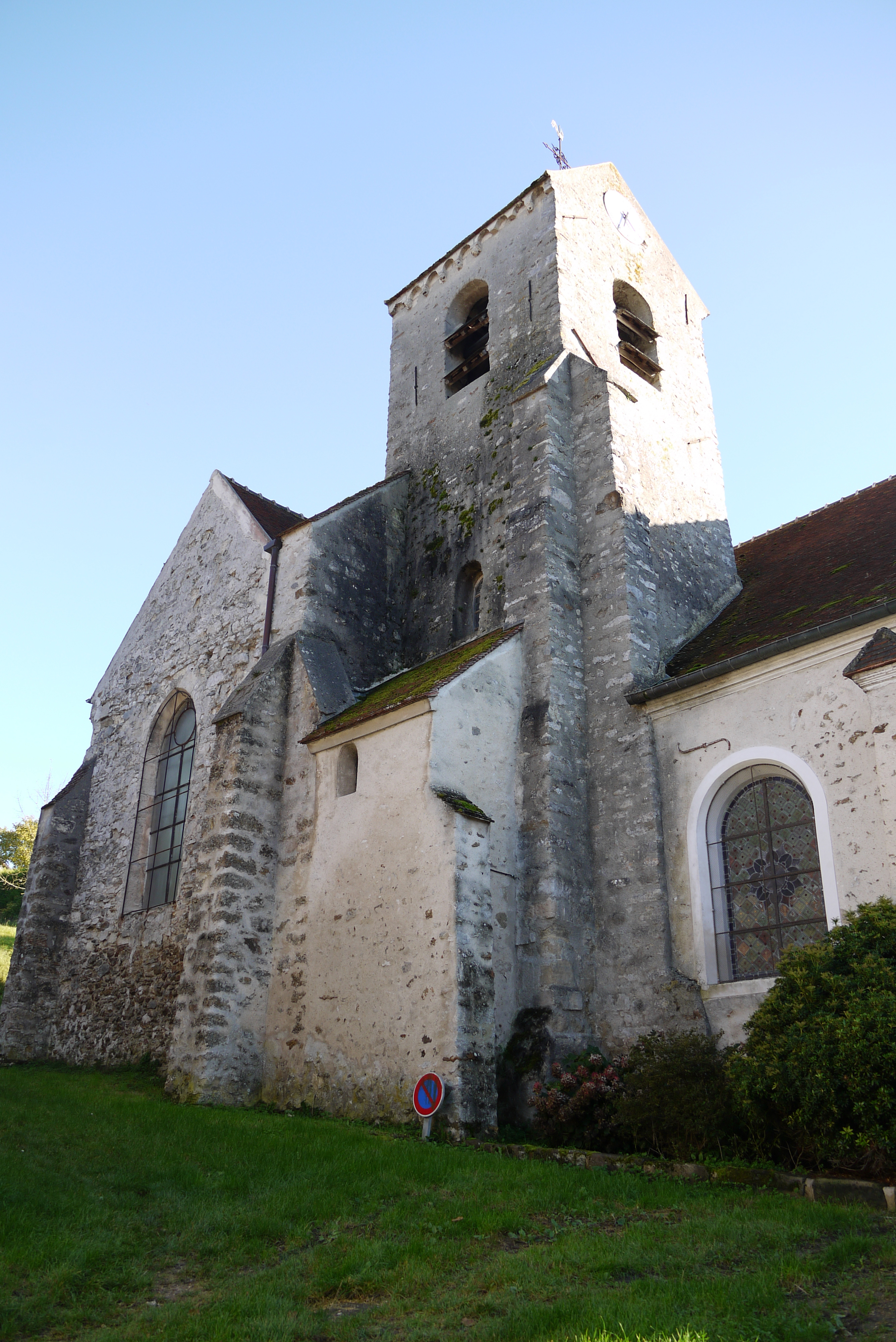
Le clocher,
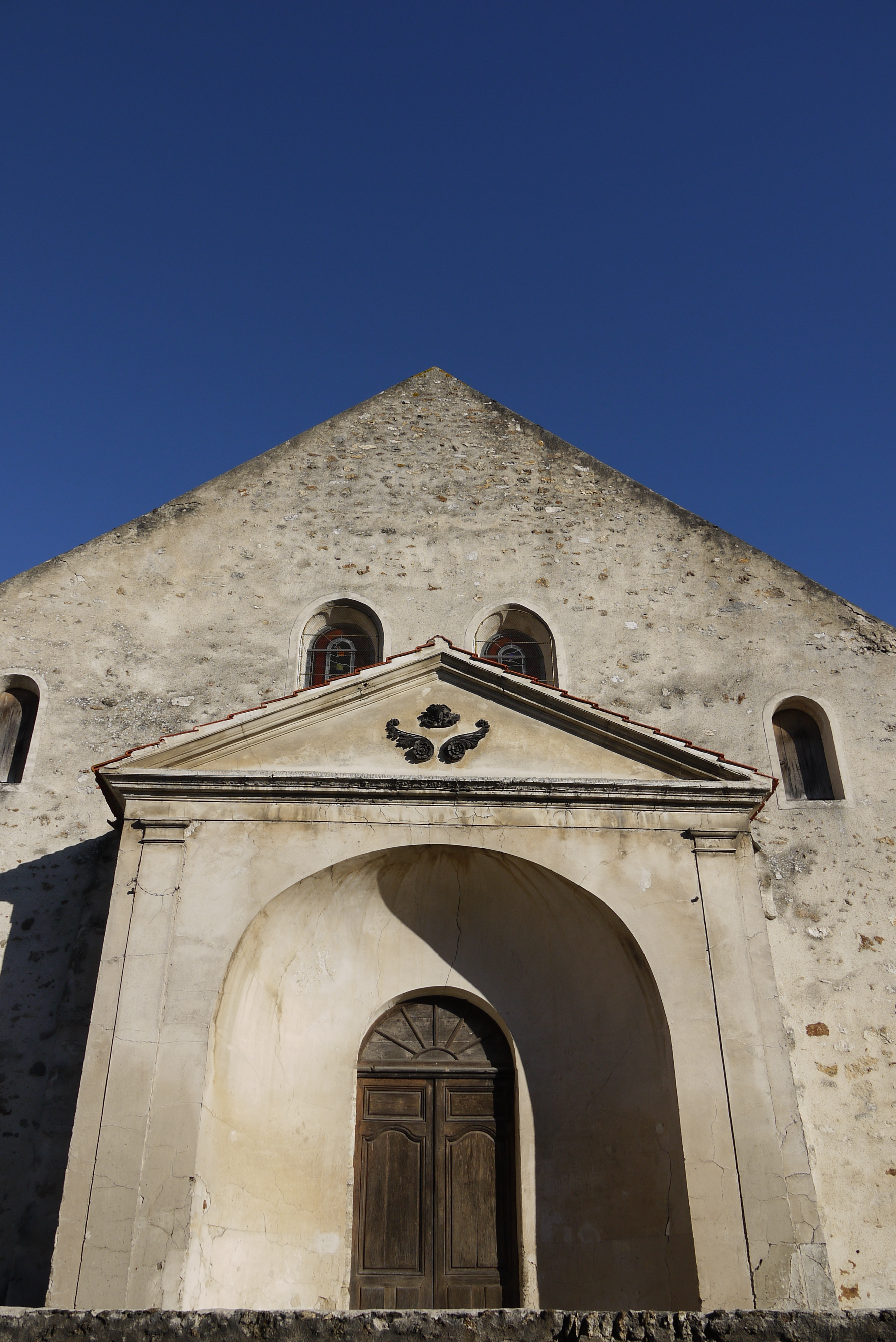
le portail.

## Localisation
L'église est située sur la commune de Villiers-Saint-Denis, dans le département de l'Aisne.

## Historique
Édifice de type roman ayant été érigé au XIe siècle et achevé au XIIIe siècle. À l'intérieur sont visibles une statue de saint Denis tenant sa tête entre ses mains, datant du XVIe siècle ainsi que des fonts baptismaux de l'époque médiévale et une toile du XVIIe siècle, de grande proportion, représentant saint Fiacre. La cloche de l'église date de 1831 et les fonts baptismaux sont médiévaux, une statue de saint Denis du XVIe siècle et une peinture de saint Fiacre datant du XVIIe siècle. Menaçant ruine durant la seconde moitié du XXe siècle, l'église a été sauvée de la démolition par décision du conseil municipal et des travaux de restauration ont permis la sauvegarde de l'édifice, désormais ouvert sur demande à la visite. L'ancien cimetière qui lui est attenant contient le tombeau Nieuwerkerke, qui est aussi le cénotaphe du comte Émilien de Nieuwerkerke, surintendant des Beaux Arts sous le Second Empire, qui fut sénateur de l'Aisne et conseiller général du canton de Charly-sur-Marne, dont fait partie Villiers-Saint-Denis.
Le monument est inscrit au titre des monuments historiques en 1965.